# Марксист (Челябинская область)
Маркси́ст — деревня в Аргаяшском районе Челябинской области. Входит в состав Кулуевского сельского поселения.

## География
Ближайшие населённые пункты — деревня Давлетбаева и посёлок Чубары. Марксист расположена на дороге «Челябинск — Яраткулова».

## История
В 1925 году жителями деревни Смолино была образована коммуна «Марксист», которая в 1927 году была преобразована в одноимённый колхоз.

## Население
| 2002 | 2010 |
| ---- | ---- |
| 120  | ↘75  |

По данным Всероссийской переписи, в 2010 году численность населения деревни составляла 75 человек (29 мужчин и 46 женщин).

## Улицы
Уличная сеть деревни состоит из 4 улиц.